# نصيبين
نصيبين (بالكردية: Nisêbîn‏)(بالسريانية: ܢܨܝܒܝܢ)‏ هي مدينة تاريخية في محافظة ماردين، تركيا، بلغ عدد سكانها 83,832 نسمة اعتبارًا من عام 2009، وهي ذات غالبية كردية. في كردستان التركية، تنفصل نصيبين عن مدينة القامشلي الأكبر ذات الأغلبية الكردية عن طريق الحدود التركية السورية.
نصيبين مدينة رافدينية قديمة، تعود إلى الألف الثاني قبل الميلاد. تقع في أسفل جبال كاشياري على نهير يتفرع من الخابور في أقصى شمال شرقي بلاد الرافدين سمي في العصر الإغريقي مكدونيوس ثم سمي ماسا الاسم الذي تصفح إلى موسى. وهي على الأرجح مدينة أرامية باسم نصيبينا. كانت تعتبر مركزا تجاريا لمرور التجارة من بلاد آشور وفارس إلى البحر الأعلى (المتوسط)، فقد سكنت فيها قبيلة (بيت-تمناي) الآرامية على الأرجح في القرن الحادي عشر ق. م.
فيها دير مار يعقوب الأثري القديم الذي يحوي على ضريح القديس مار يعقوب شفيع نصيبين والذي يتبع لأبرشية طور عبدين السريانية، كما يوجد فيها اليوم متحف ضخم لمختلف الحضارات التي تعاقبت على نصيبين. بالإضافة إلى موقع المدينة بين نهري دجلة والفرات ملاصقة لمدينة القامشلي السورية (نصيبين الجديدة)، ضمن الجزيرة العليا. كل هذا جعل منها منطقة سياحية هامة في جنوب شرق تركيا.

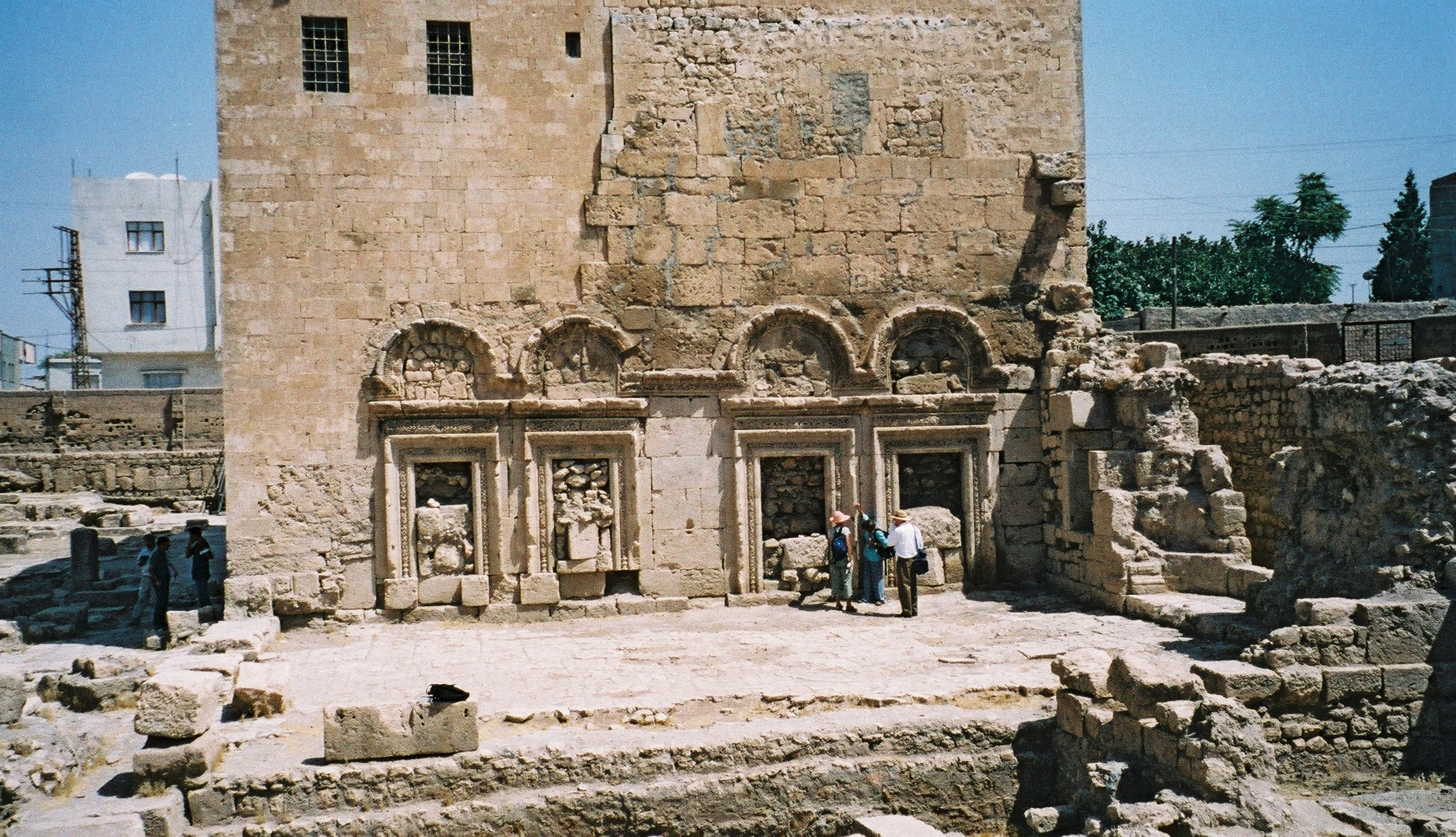
أنقاض كنيسة مار يعقوب في نصيبين

وترجع تسمية نصيبين إلى الكلمة السريانية (ܢܨܝܒܝܢ)، وبالعربية النصبات أو الغرسات المنصوبة وهو اسم جمع سرياني لكلمة (ܢܨܒܬ̥ܐ) السريانية وذلك كون نصيبين مغروسة على ضفاف نهر جقجق، بين النهرين العظيمين دجلة والفرات.
عاش فيها الأسقف والعالم النسطوري إلياس النُصيبي (975 ـ 1046) الذي ألّف كتاباً أسماه (كتاب المجالس) وقد دافع فيه عن توحيد النصارى في عام 1026 وذلك في حوار مع الوزير أبو القاسم الحسين بن علي المغربي (981 ـ 1027). وأورد هذا الدفاع الذي أثبت فيه معرفة فائقة بالقرآن العظيم في الجلسة الثالثة من الكتاب الذي يتكون من سبعة جلسات في شكل رسائل.
كما عاش فيها القديس العظيم مار يعقوب النصيبيني (325 م+) معلم كنارة الروح مار أفرام السرياني (373 م)، الذي أنشأ في نصيبين ديراً عظيماً كان بمثابة الجامعة في أيامنا هذه، وكانت تعلم العلوم الفلسفية واللاهوتية والطبية والرياضيات وغيرها من العلوم الإنسانية، وباللغة السريانية واليونانية، وقد دفن مار يعقوب الذي كان أسقفاً لنصيبين السريانية في ديره الذي لا يزال عامراً حتى اليوم، لا بل ومحجاً لآلاف السياح والمؤمنين السريان في العالم. ولا يفوتنا أن نذكر أن الدير عائد للكنيسة السريانية الأرثوذكسية.

## التسمية
مدينة نصيبين عريقة بالقدم، وجاء اسمها في الأسفار الإلهية (الكتاب المقدس)، وخاصة في سفر صموئيل الثاني (8 : 3 _ 5) «وتغلب داود على هدد غرر بن رحوب ملك صوبه الذي كان ذاهبًا ليسترد سلطته على نهر الفرات، وأخذ منه ألف وسبع مئة فارس وعشرين ألفاً من المشاة، وقطع مفاصل أرجل خيل جميع المركبات وأبقى منها ما يكفي لمئة مركبة، فجاء الآراميون من دمشق لنجدة هدد غرر ملك صوبه».
وجاء ذكر مدينة نصيبين أيضًا في سفر الملوك الأول (11 : 13 - 14) «وأثار الرب خصمًا أخر لسليمان هو رزون بن أليدع، وكان هرب من عند مولاه هدد عزر ملك صوبه، فجمع إليه رجالًا وصار رئيس غزاة عندما كان داود يدمر صوبه».
وكان اليونان يدعونها Antiochia Mygdonia، وربما سماها السريان أنفسهم بهذا الاسم، لكن اسمها الخاص عندهم هو نصيبين ܢܨܝܒܝܢأو ܨܘܒܐ܆ وهي مشتقة من ܢܨܒ ومعناها زرع، نصب، وقد جاء عنها في نبذة تاريخية محفوظة في كتاب السنهادوسات أنها سميت بهذا الاسم لأجل ما فيها من البساتين والجنان، وبالسريانية: ܢܨܝܒܝܢ ܕܝܢ ܕܗܝ ܐܝܬܝܗ ܐܢܛܝܟܝܐ ܕܡܓܕܘܢܝܐ : ܕܡܛܠ ܓܢ̈ܐ ܘܦܪ̈ܕܝܣܐ ܕܒܗ̊ ܡܬܟܢܝܐ ܗܟ̥ܢ.
وقال عنها مار أفرام السرياني وغيره من العلماء السريان انها أكاد المذكورة في سفر التكوين. واشتهرت نصيبين في الحروب الفارسية، ولا سيما في مدرستها الشهيرة التي شاع صيتها في أقطار الأرض حتى في بلاد اطاليا وأفريقيا، وخرج منها عدد وفير من مشاهير العلماء الذين خدموا الدين والعلم والشعب أحسن خدمة حتى أن السريان الشرقيين بحق دعوها اِمًا ديوٌلفناْ (ܐܡܐ ܕܝܘ̈ܠܦܢܐ) أي أم العلوم، ومديٌنَةٌ سوٌكًلاْ (ܡܕܝܢܬ ܣܘ̈ܟܠܐ)، أي مدينة المعارف، واِمًا دمَلفًناْ (ܐܡܐ ܕܡܠ̈ܦܢܐ)، أي أم المعلّمين. ومدينة نصيبين كانت تدعى أيضاً مدينة تخوما (ܬܚܘܡܐ) أي مدينة الحدود، أي كانت تقع على حدود المملكتين الرومانية والفارسية ومن ألقاب هذه المدينة: ترس المدن المحصنة، رئيسة ما بين النهرين، رئيسة المغرب.

## أهمية موقع نصيبين

كنيسة شفيع نصيبين مار يعقوب النصيبيني في القامشلي

كانت مدينة نصيبين مرتبطة بطريق مهم يصلها بالرها وحدياب (أربيل) فأرمينية باتجاه الشرق، وبسنجار والحضر في الجنوب الشرقي، وبميسان حتى الخليج العربي والهند في الجنوب، وبمنبج فحلب ودمشق، وتدمر إلى الجنوب، وكان ثمة طريق آخر عبر منبج إلى فلسطين. كل ذلك يشكل دليلاً على أهمية مدينة نصيبين التجارية والاقتصادية.
تقع مدينة نصيبين إلى الشرق من الرها، فهي أكثر مشرقية منها، وهي المدينة الحدودية بالدرجة الأولى وبحكم موقعها هذا كحد فاصل بين المملكتين الرومانية والفارسية قديماً، والعراق وتركيا وسوريا حالياً، اتخذت أهمية متميزة كما أنها كانت عرضة للمناوشات والحروب الفارسية والرومانية.

## التاريخ
نصيبين مدينة قديمة في وادي الرافدين، تعود إلى الألف الثاني قبل الميلاد. ينسب تأسيسها أيضاً إلى نمرود الجبار، وقيل أنها أكد، وهي كالرها محطة قوافل ومركز تجاري مرموق وبقعة زراعية خصبة، واسمها يشهد عليها فهي نصب، زرع، وجاء: لأجل ما فيها من البساتين.
استولى عليها الملك الآشوري ادد-نيراري وسجل ذلك على رقم طيني آشوري حيث ذكر فيه انه انتصر على الملك نور-ادد من الآراميين وشيخ قبيلة بيت-تمناي، وخلال حملتين متواليتين في عامي 901,900 ق. م.لكن يبدو أن انتصاره كان غير حاسم، إذ قام بحملة ثالثة في عام 856 وفي هذه السنة حاصرها ثم اقتحمها وفتك بجيشها وأخذ منها أسرى، وجعلها ولاية تابعة للمملكة الآشورية في العراق. واحتلها بعده الملك الآشوري توكولتي -ننورتا، حيث أصبحت ضمن ولاية آشورية تدعى (آمادو) يحكمها أحد قواد الجيش الآشوري، وذكر أن أحد حكامها كان اسمه (تكلات-آنا-بيل). وفي فترة استولى على نصيبين أحد فروع قبيلة بيت-اديني، وكان معظم سكانها من الآراميين والآشوريين. وصارت مركزا تجاريا مهما بين بلاد الرافدين وسوريا وأرمينيا. وظهر اسم نصيبينا كذلك في رقيم طيني مكتوب باللغة الأكدية-الآشورية ومحفوظ في المتحف البريطاني، يتحدث عن حروب دارت بين الجيشين الآشوري والبابلي عام 612 للاستيلاء عليها خلال فترة سقوط الإمبراطورية الآشورية، وأن الملك البابلي أو بالأحرى الكلدي نبو-بلاسر والد الملك العظيم نبوخذنصر هزم الجيش الآشوري فيها واستولى عليها. ولم تذكر بعد ذلك إلا في العصر الهليني حينما أصبحت مدينة نصيبينا تابعة للدولة السلوقية التي أسمتها (انتيوك-مكدونيا) أي بمعنى أنطاكيا-مكدونيا.(1) إذ كان الملك سلوقس الأول نيكاتور قد أعاد بناء مؤسساتها الإدارية وحصنها. وظهرت في سجلات الرومان باسم (نيزيبي أو نيسيبي).
استولى عليها البارثيون وبعد ذلك انتزعها ديكران الأول ملك أرمينيا وسماها أرفاستان، ثم استردها ارتبان الأول عام 37م، وأخيرا استولى عليها الرومان، ودعوها (انطاكيا).(2) ثم تصفح اسمها نصيبينا إلى نصيبين. كما تحول اسم المنطقة إلى آمد بين القرن الأول والقرن السادس، ثم سميت بطور عابدين بعد ذلك، وأخيرا الجزيرة. كانت مدينة نصيبين مرتبطة بالطريق الذي ينقل التجارة بين بلاد آرام وأرمينيا شمالا وبين حدياب (اربيلا) وحطرا وسنجار شرقا.
وتقول موسوعة ويكيبيديا ان نصيبين مدينة مسيحية قديمة وأهم شاهد على ذلك حجر أبوسيوس المنقوش في عام 200، وان المدينة ارتبطت بتوجه مار توما وكذلك مار ادي إلى حدياب. وكان في هذه المدينة كنيسة كبيرة تحمل اسم الشهيدة فيرونكا ثم تحولت إلى جامع باسم زين العابدين. (3)
في القرن الثاني للميلاد نشأت المسيحية في حدياب ونصيبين والرها بالإضافة إلى بيت المقدس وانطاكيا وافسس التي قامت فيها قبل ذلك أي في السنوات 35-90. وفي عام 195 استولى عليهاسبتميوس سيفيروس وجعلها مركزا لولاية رومانية تدعى مستعمرة سبتميا. قامت في نصيبين في الربع الأول من القرن الرابع مدرسة عليا أو بالاحرى جامعة لاهوتية باللغة السريانية، إذ سوف نجد انها ستتطور مناهجها وتعليماتها الجامعية خاصة في عهدها الثاني 491-650 تقريبا.(4) كما كانت نصيبين في العصر الفارسي-السرياني تسمى أحيانا (صوبا).
كانت نصيبين عاصمة لمملكة وطنية حتى جددها سلوقس الأول نيقاطور (351 _ 380 ق. ب)، ودعاها انطاكيا مقدونية، وتنازع عليها الرومان. حتى أصبحت بأيدي الرومان مند سنة 297 فجعلها ديوقليانس (284 - 305) قلعة الشرق الحصينة ومقراً لقائد بلاد ما بين النهرين Dux Mesopotamiae.
وكانت نصيبين قد عرفت دمارا وخرابا شديدين في أطرافها سنة 359م، بحيث أن الأرياف خلت من تسعين بالمائة من سكانها، وحاول الإمبراطور يوليانس الجاحد أن يقضي على المسيحية في نصيبين كما في المناطق الأخرى، وأن يرفع فيها عبادة الأصنام، لكنه باء بالفشل، واضطر خلفه جوفيان إلى التنازل عن مدينة الحدود (نصيبين) لقاء عقد السلام مع شابور الثاني سنة 363م. ودام هذا السلام بين المملكتين ثلاثين سنة، إنما على حساب أهالي نصيبين الذين غادروها إلى الأراضي الخاضعة للروم، ولا سيما إلى آمد (ديار بكر)، كما إلى الرها، بينما أسكن شابور اثني عشر ألف فارس من اصطخر واصفهان وغيرهما في نصيبين. ولا يحق ان نفهم هجرة اهالي نصيبين الا بمعنى تفضيل مملكة مسيحية على وثنية، لا تخلصاً من الشرق. فالاكثرية يختارون آمد والرها، وكلتاهما مدينتان مشرقيتان أصيلتان، وسوف يحن مار أفرام السرياني إلى مدينة نصيبين، فيقدم لها المعونة إبان مجاعة سنة 372م. إلا أن نصيبين عرفت تحولاً جذرياً بسبب هذا التحول السكاني والدم الجديد الذي أخذ يسري في عروقها مما اثر على مسيرتها الثقافية اللاحقة.

### دخول المسيحية
المسيحية قديمة في مدينة نصيبين وأهم شاهد قديم حجر ابرسيوس المنقوش نحو سنة 200م، وقصة المسيحية فيها مرتبطة بقصة مار توما الرسول، وأدي، وأجي (أحي) والرسول مار ماري، وقد كان فيها كنيسة كبيرة على اسم فبرونيا، وهذه شهيدة من المنطقة نسجت حولها قصة طريفة نشرها بول بيجان في سير الشهداء والقديسين (الجزء 5، صحيفة 573 _ 615)، ونقلها إلى العربية ادي شير في كتاب (شهداء المشرق) الجزء الأول، ص 112 _ 142)، ثم تحولت كنيسة الشهيدة فبرونيا إلى جامع باسم زين العابدين.
ولم يتح الحظ لمدينة نصيبين أن تشتهر في القرون الثلاثة الأولى للميلاد كما اشتهرت الرها. لأنها لم تكن مملكة، وتأخر أمر اشتهارها ككيان مسيحي متميز.
إذ علينا أن نتظر مار يعقوب النصيبيني أسقف نصيبين لكي تتخد نصيبين مكانة مرموقة بالمعنى المذكور، فهوذا مار أفرام السرياني يسمي مار يعقوب أباً لنصيبين، وهو الذي حسبه أنجبها وأرضعها حليب الطفولة وحملها في أحضانه كآنية عزيزة.
يؤكد ايليا برشينايا في تاريخه ان مار يعقوب بنى كنيسة نصيبين الكبرى واستغرق بناؤها سبع سنوات، وإليه يُعزى تأسيس مدرستها وإنقاذها من حصار الفرس سنة 338م ومند القرون الأولى غدت نصيبين أبرشية كبرى (مطرافوليطية) من أبرشيات كنيسة المشرق، واستمرت حتى العصور المتأخرة.

### نصيبين مركز للثقافة السريانية
كانت نصيبين مدينة عظيمة وابرشية مهمة، ومدرسة كبرى، ولاننا نود البقاء في جو نصيبين نركز ظاهرتها الثقافية بالدرجة الأولى، ولا نبالغ أن قلنا ان أهمية نصيبين الثقافية تفوق أي اعتبار اخر، فمار أفرام ونرساي معلمان كبيران، وليسا أسقفين، والأساتذة والتلاميذ قاموا في مدرسة نصيبين منذ أواخر القرن الخامس وفيما بعده، من كبار أدباء السريانية وعظماء الأشخاص الذين تبؤوا أعلى المناصب في كنيسة المشرق (الكلدو - آشورية)، نذكر أشهرهم دون التطرق إليهم بالتفصيل وهم تلاميد نصيبين وأساقفتها: ايليا برشينايا، عبديشوع الصوباوي، يشوعياب بن ملكون، يهبالاها الثاني، مكيخا الثاني، فقد كانوا أساقفة على نصيبين قبل أن يصبحوا جثالقة على كنيسة المشرق. ولا يمكننا هنا أيضاً الفصل بين الابرشية والمدرسة، لأن دور أساقفة نصيبين كان مؤثراً جداً في مسيرة المدرسة.
ونأتي إلى هجرة الادمغة الرهاوية بمعنى الدرس والعلم والانتماء والاصل إلى نصيبين في عهد برصوما نحو سنة 450 – 490م. وهنا تتضارب الاراء، فقد تكرست القطيعة بين انصار ديودوروس وثيودوروس ونسطور من جهة، وبين أتباع البابا قورلس (كيرلس)الإسكندري من الناحية الأخرى، فنحن في أيام تلت مجمعي أفسس وخلقدونية، والخلافات على أشدها، وتجدر الملاحظة إلى ان برصوما ابتدا حياته في نصيبين مفسراً، وهو تلميذ مدرسة الرها، فلا عجب ان احتضن أستاذ العلم يومذاك مار نرساي الملفان واساتذة وتلاميذ الرها سنة 471 و 489م، ومما لا شك فيه ان مدرسة نصيبين عرفت تجدداً ملحوظاً بفضل ذلك، جعل نصيبين تغدو أم المدن، وأم العلوم.

### جامعة نصيبين
أما جامعة نصيبين فكان مؤسسها هو أسقف المدينة يعقوب النصيبيني وذلك في أواخر العقد الرابع من القرن الرابع، وكان من ابرز تلاميذه افرايم سويرس أو أفرام كورش الذي دعي بالسرياني. وكانت بداية تطورها قد ترافق مع اهتداء الامبراطورية الرومانية إلى المسيحية، اذكانت نصيبين تابعة لها. وكانت أهم مواد الدراسة هي تفسير الكتاب المقدس والخطابة والفلسفة واللاهوت بالإضافة إلى قواعد اللغة السريانية والخط السرياني. وكانت أفكار اساتذتها في عهدها الأول (315 أو 320 -353)صحيحة ومطابقة للفكر المسيحي، وبعد وفاة مديرها يعقوب النصيبيني في عام 325، تولاها استاذها اللامع مار أفرام السرياني، وكان من بين اساتذتها مار آبا الأول الذي درس فترة فيها ثم ذهب إلى سلوقية قرب طيسفون واقام مدرسة فيها. وكانت في جامعة نصيبين قواعد وأنظمة قلما كان مثلها فهناك 21 قاعدة أو تعليمة يجب الالتزام بها أثناء الدراسة والتدريس، وهي تشمل المدرسين والطلاب، وفي الفترة الثانية أضيف إلى التعليمات وجوب الاعتناء بصحة المريض، إذ كان هناك في القرن السادس مستشفى ملحق بهذه الجامعة للعناية بالطلبة والهيئة التدريسية. وتشير الباحثة بيكو ليفسكايا “ان الطبيب المشرف يجب ان يولي كل اهتماماته القلبية للاخوة المرضى” كما تنقل الباحثة نفسها، من كتاب توما المرجي حول المدارس في المشرق، عن ختام التعليمات على النحو التالي:”اننا الاخوة المعروفون والفلاسفة المدونة اسماؤنا إلى جانب امضاءاتنا...”. وكانت قد اقيمت فيها أول مكتبة في القرون الوسطى وخصص عدد من الطلبة من مجودي الخط السرياني لنسخ مؤلفات الاساتذة والعلماء امثال افراهاط الحكيم وأفرام السرياني وغيرهما. وكان يعلم فيها عدا أفرام اقاسيوس الذي أصبح بعد ذلك أسقفا فمطرانا على آمد.
وبعد احتلال الفرس لنصيبين في عام 363 توقفت جامعة نصيبين عن الدراسة. وهرب عميدها أفرام السرياني وبعض الاساتذة إلى مدينة الرها. وهناك اقاموا مدرسة الرها العليا، التي استمرت على نفس اصولها، في نصيبين، حتى بعد وفاة الشاعر الفقيه مار أفرام السرياني في عام 373 باكثر من قرن. وقد درس فيها كلا من نرساي وبرصوما اللذان سيصبحان من اسا تذة المشرق. وحينما تولى ادارتها الشاعر نرساي جعلها مركزا لنشر الافكار النسطورية المنحرفة عن الدين الصحيج، مما دعى إلى اغلاقها في عام 489.
وبجهود برصوما تولى نرساي باعادة فتح جامعة نصيبين على الارجح في عام 491، وتطورت مناهجها في الفترة الثانية من حياة هذه الجامعة، كما تطورت ادارتها والتي تميزت بقوانينها ومستشفاها كما اسلفنا. كان نرساي مديرا ناجحا وأستاذا قديرا، ولد في معلثايا المجاورة إلى دهوك قرب نهر الزاب الكبير أي في منطقة مركا في شمال غربي العراق. وفي عهد نرساي وصلت جامعة نصيبين إلى اوج ازدهارها سواء في مناهجها اوتنظيمها، وقد بلغ عدد طلبتها 800 طالب، وكانت مدة الدراسة تتراوح بين السنتين والثلاث سنوات. وقد “تعلم فيها إبراهيم الكشكري وكان من بين اساتذتة إبراهيم ويوحنا آل ربان، وكان المنهج المعتمد في موضوع اللاهوت كتابات ثيودورس المصيصي المعروف بالمعلم. وقد لعبت هذه الجامعة دورا رياديا في تاريخ كنيسة المشرق، وغدت مركزا للنهضة الروحية والتجديد.”(3)كما تعلم فيها باباي، وكان كلا من باباي وحنانا قد تجادلا على اهمية كتابات الفيلسوف اوريكن.
ومع كل هذا التقدم العلمي والادبي كانت افكارها الفلسفية المسيحية خاطئة وتميل إلى النسطورية، كما راجت فلسفة ثيودورس المصيصي وكتاباته التي جرى ترجمتها في نصيبين من اليونانية إلى السريانية. كل ذلك دعى المجمع المسيحي عام 585 بانتقاد اتجاهات التعليم في هذه الجامعة ووصفها بالمنحرفة. وسعى مار يعقوب السروجي بالرد على افكار نرساي شعرا رقيقا.
وبعد وفاة نرساي اختير يوسف هوزايا لإدارة الجامعة، وهو من منطقة ميشان التي سميت بيث-هوزايا أو الأهواز، كان يوسف ضليعا باللغة وقد أوجد علامات الحركات باللغة السريانية. ومن بعده تولاها إبراهيم وهو ابن اخت نرساي الذي كان شارحا جيدا للإنجيل فعلم مادة التفسير أيضا. واستمرت هذه المدرسة العليا حتى منتصف القرن السابع حينما شهدت تراجعا في مستواها ومدرسيها وعدد طلابها، إذ ربما توقفت في وقت ما من هذا القرن.(5)
إلا أن أسلوب انتقال المعارف من جيل إلى جيل استمر، وظل المشرقيون في العراق والجزيرة محافظين على مظاهر الحضارة السريانية واللغة السريانية إلى جانب اللغة العربية حتى الوقت الحاضر، وإن اصيبت بعض الاجيال بنكسات، خاصة بين القرن الثالث عشر والقرن العشرين. وهكذا نجد ان نصيبين خلفت علماء وشعراء وفقهاء من امثال مار أفرام السرياني ومار يعقوب النصيبيني وايليا برشينايا، وكذلك ايشو بر قوزباي وإبراهيم بيت ربان، بالإضافة إلى عشرات المؤلفات الدينية والدنيوية المستنيرة، ومئات القصائد والترانيم والاشعار لاساتذة وطلاب جامعة نصيبين، التي كانت بين القرن الرابع والقرن السابع إحدى أفضل جامعتين في العالم، إذ برزت بجانبها جامعة جنديشابور. ولذلك أطلق على نصيبين بانها ام العلوم (آماد يولفنا) وأحيانا مدينة المعارف.
مهدت هذه الثقافة والعلوم التي انتشرت في نصيبين وفي جندي شابور ودير قنى السبيل لفجر حضاري للسريان خاصة في العراق بحيث أخذت السلطة الفارسية تعتمد عليهم في البعثات الدبلوماسية إذ كانوا يتقنون اليونانية والفهلوية والعربية إلى جانب السريانية.

### في العهد الإسلامي
أما مدينة نصيبين فقد أقام فيها إبراهيم الكشكري حركة رهبانية وشجع على التنسك وخاصة في جبل ازلا قرب نصيبين، ولحقه كثيرون، وأسس إبراهيم أكثر من دير هناك. وكان مار امة من أهل آرزن قد تعلم في جامعة نصيبين، وترهب في (عمر) أي دير إبراهيم الكشكري، ثم أصبح مطرانا على جنديشابور، وعند مجيء المسلمين إلى الموصل كتب له الخليفة علي بن أبي طالب توصية بالنصارى لرعية ذممهم، وكان يظهره لكل من يتولى من رؤساء الجيوش وأمرائهم، وتوفي في المدائن. كما كان ايشو عياب الجدالي قد درس في جامعة نصيبين، ثم رسم أسقفا وعقدت له البطريركية في المدائن، وحينما تقلدت بوران بعد وفاة أبيها عرش البلاد الفارسية، أرسلت رسالة بيد ايشو عياب، فسر ملك الروم بتولي امرأة العرش في العراق وفارس.
ومن أطباء نصيبين وعلمائها زاهد العلماء، أبو سعيد منصور بن عيسى النصيبيني (ت1068) الذي كتب ثلاثة مؤلفات إلا أنه اشتهر بكتابه «في أمراض العين ومداواتها» وكان قد قرأ كتابات العلامة حنين بن اسحاق عن طب العيون. ومن أعلامها الشاعر العباسي أبو الفرج الببغاء.
شهدت نصيبين في العصر الإسلامي ازدهارًا كبيرًا. زارها الشريف الإدريسي وكتب عنها في كتابه نزهة المشتاق في اختراق الآفاق:
.
كما ذكرها أيضا ابن بطوطة في رحلته وذكر أبيات منسوبة إلى أبو نواس:
.
تقع بلدة نصيبين حاليا في جنوب شرقي تركيا، وهي الآن بلدة صغيرة تضم الكثير من المعالم التاريخية من الحقب التي سبقت الدولة العثمانية، من بينها أطلال الكنائس الفخمة والأديرة الجميلة الكبيرة المهملة، بعد أن هرب أصحابها وأهلها بين الأعوام 1914-1918.

## وصلات خارجية
- موقع مدينة القامشلي جنوب نصيبين